# Свети Димитрије (Дион-Олимп)
Свети Димитрије (грч. Άγιος Δημήτριος, Ајос Димитриос) је насељено место у општини Дион-Олимп у периферији Средишња Македонија, Грчка. Према попису из 2021. године било је 12 становника.
Насеље је подигнуто шездесетих година 20. века и први пут се помиње на попису из 1971. године са 47 становника.